# 鳥取県企業局
鳥取県企業局（とっとりけんきぎょうきょく）は、鳥取県（鳥取県庁）の地方公営企業である。鳥取県において、電気事業、工業用水道事業、埋立事業を行っている。

## 事業

### 電気事業
- 新幡郷発電所
- 小鹿第一発電所
- 小鹿第二発電所
- 春米発電所
- 日野川第一発電所
- 佐治発電所
- 加地発電所
- 袋川発電所
- 鳥取放牧場風力発電所

### 工業用水道事業
- 日野川工業用水道
- 鳥取地区工業用水道

### 埋立事業
- 境港外港昭和地区
- 米子港旗ケ崎地区
- 境港外港竹内地区
- 米子崎津地区